# Elaeocarpus amboinensis
Elaeocarpus amboinensis är en tvåhjärtbladig växtart som beskrevs av Merrill. Elaeocarpus amboinensis ingår i släktet Elaeocarpus och familjen Elaeocarpaceae. Inga underarter finns listade i Catalogue of Life.